# Schloß Horn
Schloß Horn är ett slott i Österrike.   Det ligger i distriktet Horn och förbundslandet Niederösterreich, i den nordöstra delen av landet, 70 km nordväst om huvudstaden Wien. Schloß Horn ligger 312 meter över havet.
Terrängen runt Schloß Horn är platt åt nordost, men åt sydväst är den kuperad. Schloß Horn ligger nere i en dal. Närmaste större samhälle är Horn, 0,34 km väster om Schloß Horn. 
Trakten runt Schloß Horn består till största delen av jordbruksmark. Runt Schloß Horn är det ganska glesbefolkat, med 40 invånare per kvadratkilometer.